# Budawang Range

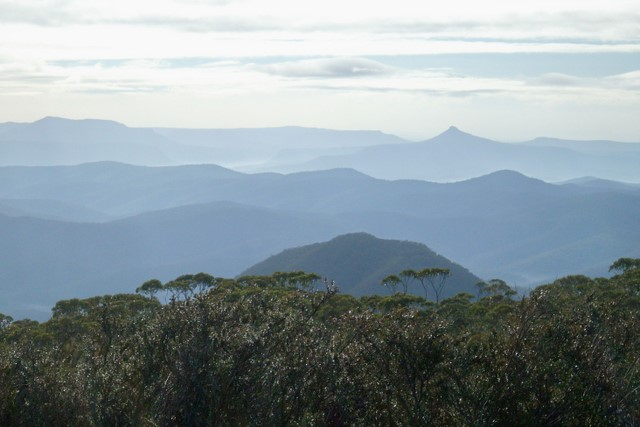
Widok z Mount Budawang

Budawang Range (Budawangs) – pasmo górskie w Wielkich Górach Wododziałowych w Australii, w południowo-wschodniej części stanu Nowa Południowa Walia, 100 km na wschód od Canberry. Najbliższe miejscowości to Mongarlowe, Ulladulla, Milton i Nowra. Najwyższymi szczytami są Mount Budawang (1129 m) i Currockbilly Mountain.
Na terenie pasma znajdują się dwa parki narodowe: w południowej części Budawang National Park powstały w 1977 roku o powierzchni 257 km², a w północnej Morton National Park powstały w 1967 roku o powierzchni 1757 km².
W Budawang Range znajduje się wiele oryginalnych formacji skalnych takich jak The Castle i The Seven Gods Monoliths.
Pasmo pokrywają lasy deszczowe i eukaliptusowe.